# Cala del Pescador
La cala del Pescador és una petita platja semi-urbana del municipi de Mont-roig del Camp (Baix Camp), situada en un tram de costa rocallosa enfront de Miami Platja, entre la cala Bot, al nord-est, i la cala dels Àngels, al sud-oest. Rodejada de penya-segats i pineda, té una longitud de 91 metres, formada per sorra fina i daurada, amb un pendent d'entrada a l'aigua suau.
El nom de la cala fa referència a un pescador que hi solia plantar la canya de pescar.